# Luray (Missouri)
Pour les articles homonymes, voir Luray (homonymie).
Luray est un village du comté de Clark, dans le Missouri, aux États-Unis,. Situé à l'ouest du comté, il est fondé en 1837 et incorporé en 1886.

## Démographie
Lors du recensement de 2010, le village comptait une population de 99 habitants. Elle est estimée, en 2016, à 94 habitants.

## Source de la traduction
- (en) Cet article est partiellement ou en totalité issu de l’article de Wikipédia en anglais intitulé « Luray, Missouri » (voir la liste des auteurs).